# 45. Landwehr-Division (1. Königlich Sächsische)
Die 45. Landwehr-Division (1. Königlich Sächsische) war ein Großverband der Sächsischen Armee im Ersten Weltkrieg.

## Geschichte
Die Division wurde im Februar 1917 aus Landwehr- und Ersatzeinheiten an der Ostfront zusammengestellt. Sie verblieb über das Kriegsende hinaus dort und fungierte als Polizei- und Besatzungsmacht.

### Gefechtskalender

#### 1917
- 05. März bis 1. Dezember – Stellungskämpfe am oberen Styr-Stochod
- 02. bis 17. Dezember – Waffenruhe
- ab 17. Dezember – Waffenstillstand

#### 1918
- bis 18. Februar – Waffenstillstand
- 18. Februar bis 21. Juni – Kämpfe zur Unterstützung der Ukraine
  - 01. bis 3. März – Einnahme von Kiew
  - 02. bis 3. März – Einnahme von Zmerinka
  - 05. März – Gefecht bei Hobodka
  - 07. bis 8. März – Kämpfe bei Charkow
  - 12. März – Gefech bei Kononowska
  - 14. März – Gefecht bei Marianowka
  - 21. März – Gefecht bei Romodan
  - 27. bis 28. März – Gefecht bei Potoki
  - 04. bis 6. April – Gefecht bei Wodjanaja und Kowiagi
  - 08. April – Einnahme von Charkow
  - 23. Mai – Einnahme von Walujki
- 22. Juni bis 15. November – Besetzung der Ukraine
- ab 16. November – Räumung der Ukraine

#### 1919
- bis 16. März 1919 – Räumung der Ukraine

## Gliederung

### Kriegsgliederung vom 15. Februar 1917
- 45. Landwehr-Infanterie-Brigade
  - Landwehr-Infanterie-Regiment Nr. 107
  - Landwehr-Infanterie-Regiment Nr. 133
  - Landwehr-Infanterie-Regiment Nr. 350
  - 4. Eskadron/Garde-Reiter-Regiment (1. Schweres Regiment)
  - Feldartillerie-Regiment Nr. 408
  - 4. Reserve-Kompanie/Pionier-Bataillon Nr. 22
  - Scheinwerferzug Nr. 2
  - Minenwerfer-Kompanie Nr. 345

### Kriegsgliederung vom 27. Januar 1918
- 45. Landwehr-Infanterie-Brigade
  - Landwehr-Infanterie-Regiment Nr. 107
  - Landwehr-Infanterie-Regiment Nr. 133
  - Landwehr-Infanterie-Regiment Nr. 350
  - 4. Eskadron/Garde-Reiter-Regiment (1. Schweres Regiment)
- Artillerie-Kommandeur Nr. 152
  - Feldartillerie-Regiment Nr. 408
- Divisions-Nachrichten-Kommandeur Nr. 545

## Kommandeure
| Dienstgrad   | Name                | Datum                              |
| ------------ | ------------------- | ---------------------------------- |
| Generalmajor | Kurt von Reyher     | 20. Februar 1917 bis 30. März 1918 |
| Generalmajor | Matthias Hoch       | 31. März bis 1. September 1918     |
| Generalmajor | Otto von der Decken | 2. September 1918 bis März 1919    |